# Electric City (Washington)
Electric City is een plaats (town) in de Amerikaanse staat Washington aan het Banks Lake, in de buurt van de Grand Coulee Dam. Electric City valt bestuurlijk gezien onder Grant County.

## Geschiedenis
In 1935 werd ten noordoosten van het huidige Electric City het stadje Grand Coulee opgericht. De dam zelf werd afgewerkt in 1942. De plaats Electric City werd officieel opgericht op 4 augustus 1950.

## Demografie
Bij de volkstelling in 2000 werd het aantal inwoners vastgesteld op 922.
In 2006 is het aantal inwoners door het United States Census Bureau geschat op 1001, een stijging van 79 (8.6%).

## Geografie
Volgens het United States Census Bureau beslaat de plaats een oppervlakte van
1,5 km², waarvan 1,4 km² land en 0,1 km² water. Electric City ligt op ongeveer 452 m boven zeeniveau.

## Plaatsen in de nabije omgeving
De onderstaande figuur toont nabijgelegen plaatsen in een straal van 28 km rond Electric City.